# Baodai-Brücke

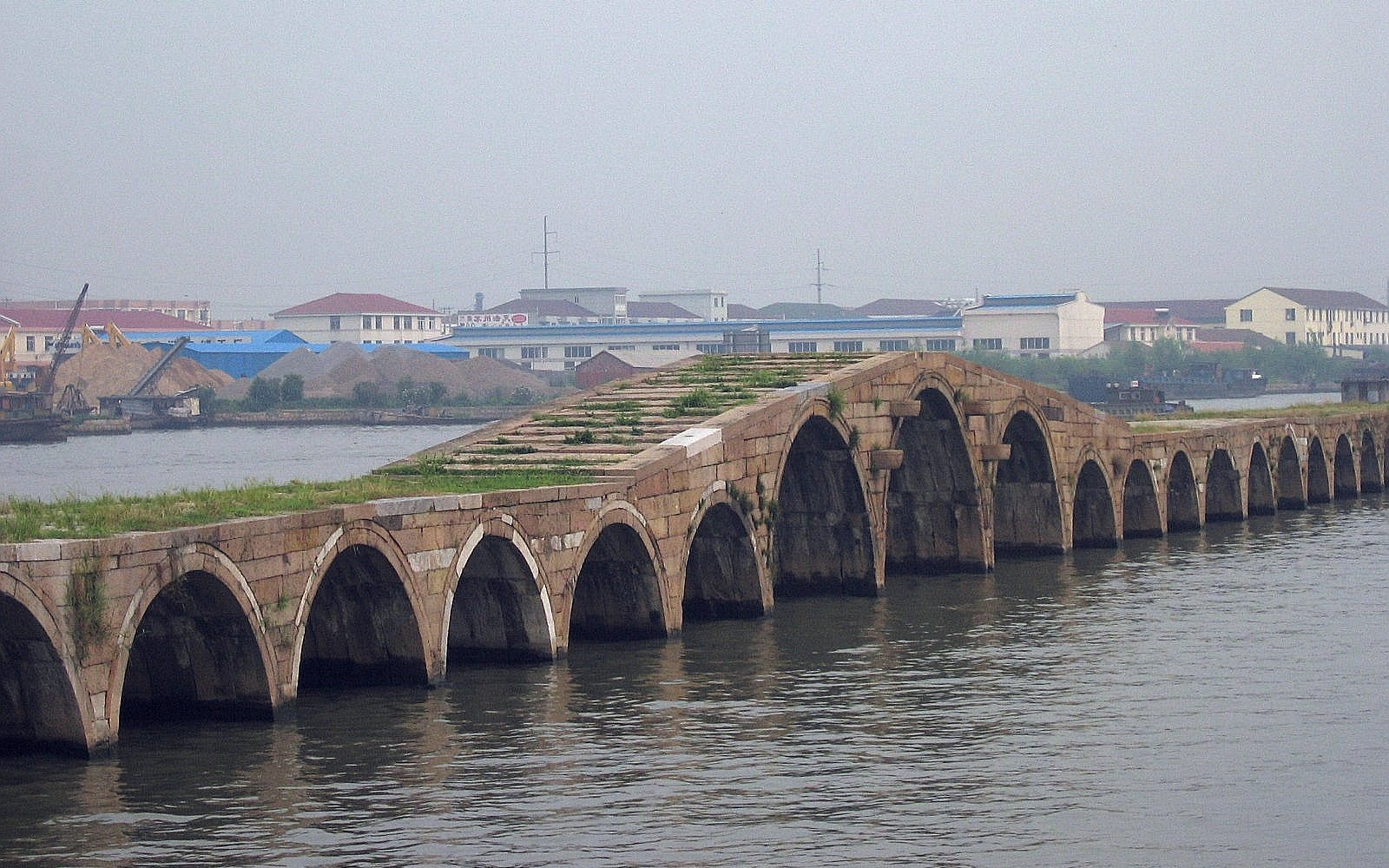
Baodai-Brücke

Die Baodai-Brücke (chinesisch 宝带桥, Pinyin Bǎodài qiáo, englisch Baodai Bridge) ist eine in der Stadt Suzhou, Provinz Jiangsu, China, gelegene alte Bogenbrücke. Es handelte sich ursprünglich um eine Straßenbrücke, heute ist sie jedoch nur für Fußgänger freigegeben. Ihre Gesamtlänge beträgt 316,8 Meter, ihre Breite 4 Meter, die Anzahl der Felder beträgt 53. Die ursprüngliche Brücke wurde im Jahr 806 in der Zeit der Tang-Dynastie errichtet, aber mehrfach zerstört und wieder aufgebaut. Die gegenwärtige Brücke wurde in der Ming-Dynastie unter dem Kaiser Zhengtong errichtet und im Jahre 1446 fertiggestellt.
Seit 2001 steht sie auf der Liste der Denkmäler der Volksrepublik China (5-285).